# Camins creuats
Camins creuats  (títol original:  Chemins de traverse ) és una pel·lícula francesa dramàtica dirigida per Manuel Poirier, estrenada l'any 2004. Ha estat doblada al català.

## Argument
Víctor és un home madur que recorre les carreteres en el seu cotxe, buscant fortuna, en companyia del seu fill Félix, un adolescent escèptic, que manté amb el seu pare una relació tan conflictiva com marginal i plena de sorpreses és la vida de tots dos. Víctor porta anys vivint corrents, recorrent a petites estafes i enganys, traslladant-se constantment de ciutat en ciutat i sense saber el que els espera al final del camí. En tots dos es manté viva la memòria i la nostàlgia d'una dona: la mare de Félix, que ja no està, i a la qual el seu pare estimava profundament. Pot ser que una primera trobada amorosa ajudi a Félix a apropar-se al seu pare i entendre-ho millor.

## Repartiment
- Sergi López: Victor
- Kevin Miranda: Félix
- Lucy Harrison: Roselyne
- Mélodie Marcq: Myriam
- Jacques Bosc: Jacques
- Alain Bauguil: Ernest
- Yre Coulibaly: Miranda
- Laurent Fernandez

## Rebuda
Premis
2004: Festival de Valladolid - Seminci: Nominada a l'Espiga d'Or
Crítica
"L'autor renuncia a l'explotació de certes trames secundàries, amb prou feines utilitza la música i en els seus lacònics diàlegs predomina el monosíl·lab o la pregunta sense resposta, la qual cosa porta irremissiblement a la pel·lícula a l'avorriment"